# Oorlogsmonument Burgemeester Flugi van Aspermontlaan Doesburg

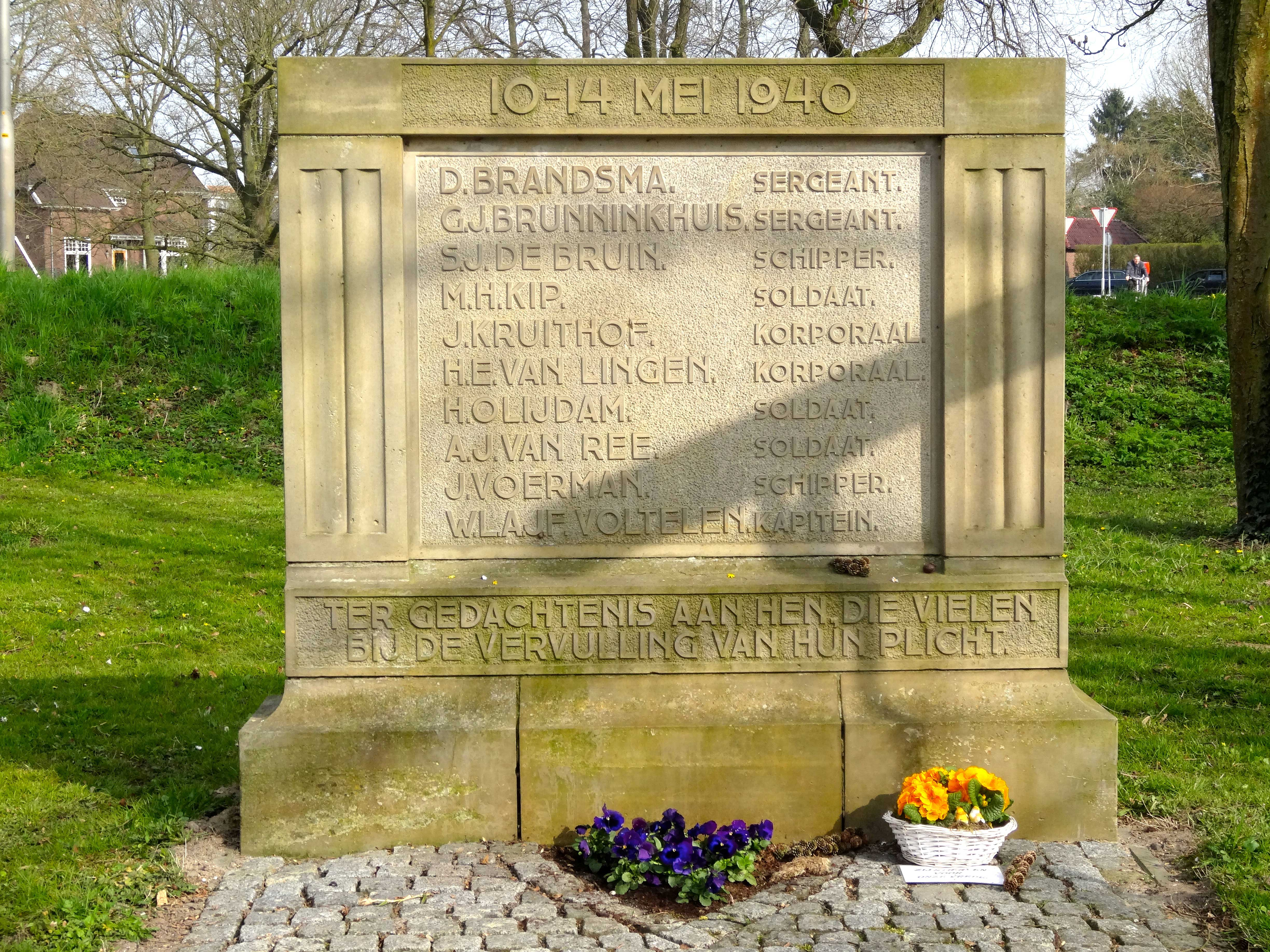

Het Oorlogsmonument op de Burgemeester Flugi van Aspermontlaan is een Nederlands oorlogsmonument in Doesburg, opgericht ter nagedachtenis aan tien Nederlandse, uit Doesburg afkomstige soldaten, die sneuvelden tijdens de Duitse aanval op Nederland in 1940. Het heeft de vorm van een grafsteen en is ontworpen door de Doesburger F.G. Schinkel.  Het is eind 1940 opgericht door de Gemeente Doesburg. Het monument bestaat uit natuursteen. De afmetingen zijn 2,0 × 1,7 × 0,5 meter.
Op het monument wordt het volgende vermeld: 
10-14 mei 1940
D.Brandsma. Sergeant.
G.J.Brunninkhuijs. Sergeant.
S.J. de Bruin. Schipper.
M.H. Kip. Soldaat.
J.Kruithof. Korporaal.
H.E. van Lingen. Korporaal.
H. Olijdam. Soldaat.
A.J. van Ree. Soldaat.
J. Voerman. Schipper.
W.L.A.J.F. Voltelen. Kapitein.
Ter gedachtenis aan hen, die vielen bij de vervulling van hun plicht.

## Aanleiding/historische achtergrond
Vanwege de goed verdedigbare ligging in de meander van de IJssel en de oversteekplaats (brug) over deze rivier had de stad een strategische betekenis. De stad maakte deel uit van de IJssellinie, een lichte voorverdedigingslinie. Het monument is opgericht naar aanleiding van de gevechten tussen Duitse en Nederlandse troepen bij Doesburg op de 10e mei 1940,  de eerste dag van de Duitse inval. Daarbij sneuvelden de bovengenoemde soldaten. Duitse soldaten hadden de opdracht om de schipbrug bij Doesburg in handen te krijgen. Het Nederlandse leger had echter net voor de aankomst van de Duitsers de brug al opgeblazen.  Er hebben ook soldaten en officieren uit deze streek gevochten in de slag om de Grebbeberg. Dit is gebaseerd op een ander artikel uit de Graafschapbode van 17 mei 1940. Daarin zegt de ‘’brigadier der Rijksveldwacht Van Doesburg’’ (zijn naam is toeval), dat er in die slag veel soldaten uit de Achterhoek ‘’moedig en kranig gevochten hadden’’.  Doesburg maakt nog net deel uit van de Achterhoek.

## Ontstaansgeschiedenis
Het idee voor een monument voor de gevallenen is 5 maanden na het meidagenoffensief tot stand gekomen. In de Graafschapbode van 13 november 1940 verscheen een bericht, waarin werd aangegeven dat de toenmalig Burgemeester Jhr. Mr. G.A.H Nahuijs en de wethouders J.H. van Aalderen en B.A.G. Rijnders een commissie hadden gevormd, met als doel de oprichting van een monument.   In december 1940 is het monument vervaardigd.

## Locatie
In eerste instantie werd het monument op de Algemene begraafplaats geplaatst.  De schrijver van een VVV-folder uit 1967, G.J. Bloemendaal, merkt op dat het te betreuren is dat het monument daar staat, en niet in het plantsoen bij de schipbrug. Daar is enige tijd later gehoor aan gegeven, want in de jaren ’80 is het verplaatst naar die locatie, waar het nu nog staat.  De schipbrug bestaat overigens niet meer. Daarvoor in de plaats is in 1952 de boogbrug gebouwd.